# Deuterotinea instabilis
Deuterotinea instabilis är en fjärilsart som beskrevs av Edward Meyrick 1924. Deuterotinea instabilis ingår i släktet Deuterotinea och familjen Eriocottidae. Inga underarter finns listade i Catalogue of Life.